# ゴドフロワ3世 (ルーヴェン伯)

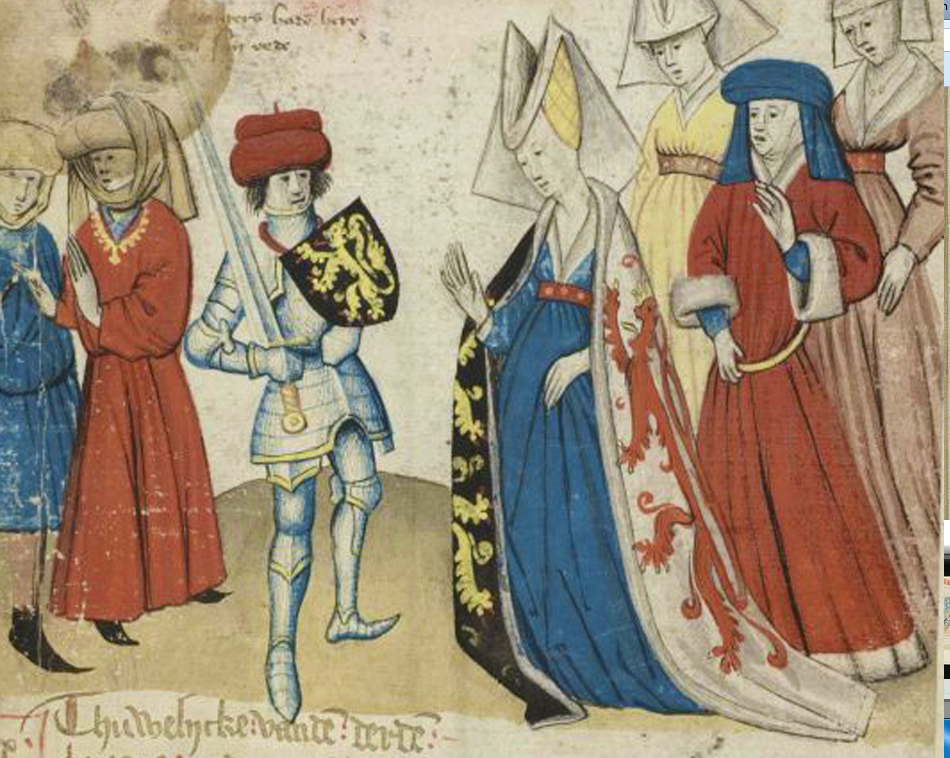
ゴドフロワ3世とマルガレーテの結婚

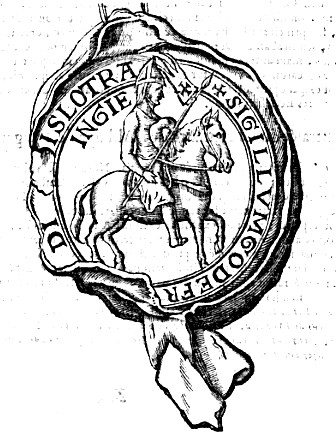
ゴドフロワ3世のシール

ゴドフロワ3世（フランス語：Godefroid III, 1142年ごろ - 1190年8月21日）またはゴットフリート8世（ドイツ語：Gottfried VIII.）は、ルーヴェン伯、ブラバント方伯およびアントウェルペン辺境伯（3世、在位：1142年 - 1190年）、下ロートリンゲン公（8世、在位：1142年 - 1190年）。

## 生涯
ゴドフロワ3世はルーヴェン伯・下ロートリンゲン公ゴドフロワ2世とルイトガルト・フォン・ズルツバッハの息子である。領地を継承したときまだ幼児であり（このためdux in cunis（ゆりかごの中の公爵）と呼ばれていた）、何人かのブラバントの貴族が下ロートリンゲン公から独立するためにこれを利用しようとした（グリムベルゲンの戦い、1141年 - 1159年）。
1147年3月30日、ゴドフロワはアーヘンで行われたローマ王コンラート3世の息子ハインリヒ＝ベレンガルの戴冠式に出席した。コンラート3世が第2回十字軍に出発すると、1148年に戦争が新たに起こった。コンラート3世の後継者としてフリードリヒ1世が選出されるまで、和平はなかなか実現しなかった。ゴドフロワはリンブルフ公ハインリヒ2世の娘マルガレーテとの結婚により、対立していたこの地域で勢力を持つ両家を結びつけた。
1159年、ゴドフロワはグリムベルゲンの城を焼き払い、グリムベルゲンの領主であったベルトウト家（nl）との戦いを終わらせた。1171年、ゴドフロワはエノーと戦ったが敗北した。1172年にアールスホット伯ゴドフロワ3世からアールスホット伯を購入した。1179年、ゴドフロワは息子アンリ1世をフランドル伯フィリップ・ダルザスの姪と結婚させた。
1182年から1184年にかけて、ゴドフロワはエルサレムへの遠征を行った。その間、皇帝フリードリヒ1世はアンリ1世に「ブラバント公」の称号を与えた。ゴドフロワは1190年8月10日か21日に死去した。ゴドフロワは領土を拡大させ、ネデラーの要塞（ヴィルボールデ近く）を建設した。公爵の称号は、シュヴェービッシュ・ハルで開かれた議会（1190年9月）において息子アンリ1世の継承が認められた。

## 結婚と子女
1158年にリンブルフ公ハインリヒ2世の娘マルガレーテと結婚し、2子をもうけた。
- アンリ1世（1165年 - 1235年）[3] - 下ロートリンゲン公（1180年 - 1222年）、ルーヴェン伯（1183年 - 1198年）およびブラバント公（1191年 - 1235年）
- アルベール（1166年 - 1192年） - リエージュ司教（1191年 - 1192年）、1192年にランスで殺害された[4]。

2度目にローン伯ルートヴィヒ1世の娘イマギナと結婚し、2子をもうけた。
- ギヨーム - ペルヴェおよびリュースブルク領主[3]。アンゲラン・ド・オルベの娘マリー・ド・オルベと結婚。
- ゴドフロワ（1226年没） - 1196年にイングランドへ渡り、アイ（英語版）のセネシャルとなった。エセックスのリトル・イーストン男爵ロバート・ド・ヘイスティングス（1190年頃没）の娘で女子相続人のアリス・ド・ヘイスティングスと結婚し[5]、以下の1男をもうけた。
  - マシュー・オブ・ロヴェイン（1202年頃 - 1258年6月1日） - リトル・イーストン領主、アイのセネシャル